# Новая Орловка (Мордовия)
Новая Орловка — упразднённая деревня в Инсарском районе Мордовии России. Входил в состав Кочетовского сельсовета. Исключена из учётных данных в 2001 году.

## География
Располагалась на безымянном ручье притоке реки Инсарка, 0,8 км к востоку от деревни Русское Яндовище.

## История
В «Списке населённых мест Пензенской губернии за 1869» Малая Орловка казенная деревня из 40 дворов Наровчатского уезда.

## Население
Согласно итогам переписи 1989 года в деревне проживал 1 человек.